# Ingá (ort)
Ingá är en ort i Brasilien.   Den ligger i kommunen Ingá och delstaten Paraíba, i den östra delen av landet, 1 600 km nordost om huvudstaden Brasília. Ingá ligger 155 meter över havet och antalet invånare är 8 751.
Terrängen runt Ingá är kuperad österut, men västerut är den platt. Närmaste större samhälle är Alagoa Grande, 13,9 km norr om Ingá.
Omgivningarna runt Ingá är huvudsakligen savann. Runt Ingá är det ganska glesbefolkat, med 50 invånare per kvadratkilometer.